# ۸۳۱ استاتیرا

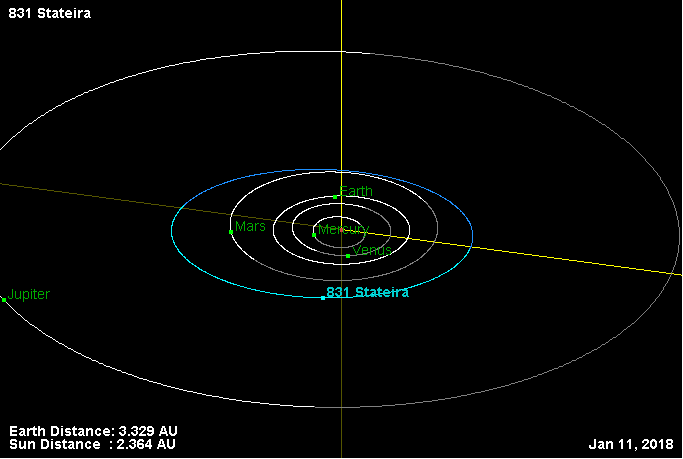
نمایی از محل قرارگیری سیارک ۸۳۱ استاتیرا در مدار – ۲۰۱۸

سیارک ۸۳۱ استاتیرا (به انگلیسی: 831 Stateira، نامگذاری:1916AA) هشتصد و سی و یکمین سیارک کشف شده‌است که در ۲۰ سپتامبر ۱۹۱۶ و در هایدلبرگ کشف شد.
قدر مطلق سیارک برابر ۱۲٫۸۰ است.
این سیارک به افتخار استاتیرا همسر اردشیر دوم هخامنشی نام گذاری شده‌است.